# Geal-Chàrn (Drumochter)
Der Geal-Chàrn ist ein als Munro und Marilyn eingestufter, 917 Meter hoher Berg in Schottland. Sein gälischer Name kann in etwa mit Weißer Berg übersetzt werden.
Er liegt in der Council Area Highland, knapp nördlich der Grenze zu Perth and Kinross in den Grampian Mountains östlich von Loch Ericht und südlich von Dalwhinnie in der  Berggruppe der Drumochter Hills. Die als Site of Special Scientific Interest (SSSI) ausgewiesene Berggruppe erstreckt sich westlich und östlich des Pass of Drumochter, über den mit der A9, der National Cycle Route 7 und der Highland Main Line die wichtigsten Straßen- und Eisenbahnverbindungen der Highlands in Nord-Süd-Richtung verlaufen. Der Geal-Chàrn ist der niedrigste Munro der Drumochter Hills, die insgesamt sieben Munros sowie weitere, niedrigere Gipfel umfassen.

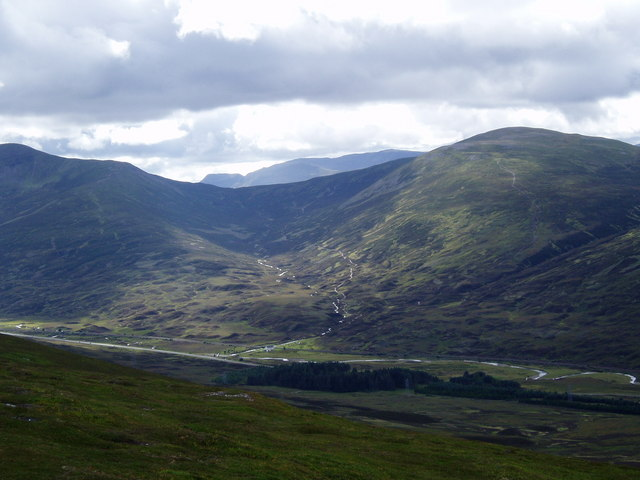
Blick von Osten, oberhalb des Pass of Drumochter auf den Geal-Chàrn, (rechts) und den A’ Mharconaich (links)

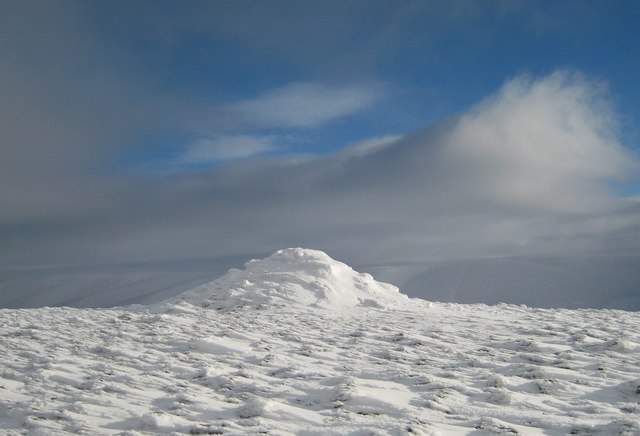
Der Gipfelcairn des Geal-Chàrn im Winter

Der breite gerundete Gipfelgrat des Geal-Chàrn erstreckt sich in etwa in Nord-Süd-Richtung. Nach Westen fällt der Geal-Chàrn steil bis an die Ufer von Loch Ericht ab, nach Osten wird er vom Coire Fhàr begrenzt. Dessen Talschluss südlich des Geal-Chàrn auf 739 Meter Höhe vermittelt auch den Übergang zu den südlich anschließenden Munros, dem 975 Meter hohen A’ Mharconaich und dem 1011 Meter hohen Beinn Udlamain. Nach Osten verläuft ein breiter Grat, der sich allmählich bis ins Glen Truim absenkt, nach Norden ein kürzerer breiter Grat, beide umfassen das nördlich anschließende Coire Beul an Sporain. Überwiegend weist der Geal-Chàrn gras- und heidebestandene, im Nordosten von einzelnen Felsen durchsetzte Flanken auf, lediglich zum Ufer von Loch Ericht bricht er im Nordwesten mit den Felswänden Creag Dhubh steil ab.
Ausgangspunkt für eine Besteigung des Geal-Chàrn ist ein Parkplatz bei Balsporran Cottages nördlich des Pass of Drumochter an der A9. Vom Startpunkt ausgehend führt der Zugang in das Coire Fhàr. Eine direkte Aufstiegsmöglichkeit besteht aus dem Coire Fhàr über eine Pfadspur entlang des Ostgrats. Alternativ kann der Gipfel auch vom oberen Ende des Coire Fhàr und dann über den schmalen Südgrat erreicht werden.  Viele Munro-Bagger besteigen im Rahmen einer Tour auf den Geal-Chàrn auch die benachbarten Munros A’ Mharconaich und Beinn Udlamain. Zu beiden Gipfeln bestehen hochgelegene Übergänge, die sich an den Südgrat anschließen.